# Гардвік (Каліфорнія)
Гардвік (англ. Hardwick) — переписна місцевість (CDP) в США, в окрузі Кінгс штату Каліфорнія. Населення — 151 особа (2020).

## Географія
Гардвік розташований за координатами 36°24′9″ пн. ш. 119°43′15″ зх. д. / 36.40250° пн. ш. 119.72083° зх. д. (36.402596, -119.720770).  За даними Бюро перепису населення США в 2010 році переписна місцевість мала площу 0,36 км², уся площа — суходіл.

## Демографія
Згідно з переписом 2010 року, у переписній місцевості мешкало 138 осіб у 34 домогосподарствах у складі 27 родин. Густота населення становила 384 особи/км².  Було 37 помешкань (103/км²).
Расовий склад населення:
| - 45,7 % — білих - 3,6 % — чорних або афроамериканців - 48,6 % — осіб інших рас |

До двох чи більше рас належало 2,2 %. Частка іспаномовних становила 62,3 % від усіх жителів.
За віковим діапазоном населення розподілялося таким чином: 37,7 % — особи молодші 18 років, 52,2 % — особи у віці 18—64 років, 10,1 % — особи у віці 65 років та старші. Медіана віку мешканця становила 25,5 року. На 100 осіб жіночої статі у переписній місцевості припадало 112,3 чоловіків;  на 100 жінок у віці від 18 років та старших — 115,0 чоловіків також старших 18 років.
За межею бідності перебувало 46,9 % осіб, у тому числі 22,9 % дітей у віці до 18 років та 0,0 % осіб у віці 65 років та старших.
Цивільне працевлаштоване населення становило 32 особи. Основні галузі зайнятості: сільське господарство, лісництво, риболовля — 40,6 %, виробництво — 25,0 %, фінанси, страхування та нерухомість — 18,8 %, інформація — 15,6 %.